# Castelul Teleki din Luna de Jos
Castelul Teleki, situat în localitatea Luna de Jos, județul Cluj, a fost construit în perioada 1650-1700 de către familia nobiliară transilvană Teleki.

## Istoric
Construcția castelului a început în a doua parte a secolului al XVII-lea, fiind terminată în 1700 de către Pál Teleki (1677-1731), filantrop și susținător al lui Francisc Rakoczi II în războiul curut.
Ca represalii pentru susținerea lui Rakoczi, armata imperială distruge clădirea. Din vechiul castel a mai supraviețuit doar turnul sudic, de vânătoare, cu o înălțime de circa 35 m și parțial parcul. Restul castelului a fost demolat din ordinul împăratului Austriei după 1700. 
Piatra rezultată din demolare a fost folosită în secolul următor, la construirea unui zid lung de circa 700 m, gros de un metru și înalt de 4 m, și a unui nou pavilion neoclasic cu parter, etaj și șarpantă, dispus într-un mic parc. Odată cu venirea guvernării comuniste, această clădirea a fost transformată în sediu de CAP.
După 1980 o porțiune de 500 m de zid a fost demolat și piatra valorificată. Actualmente clădirea neoclasică este sediul unui centru de asistență socială și protecție pentru copii. Se mai păstrează circa 200 m din zid in jurul Spitalului din localitate. Parcul castelului cuprinde arbori cu vârsta de peste 500 ani (stejari, fagi, castani).

## Bibliografie

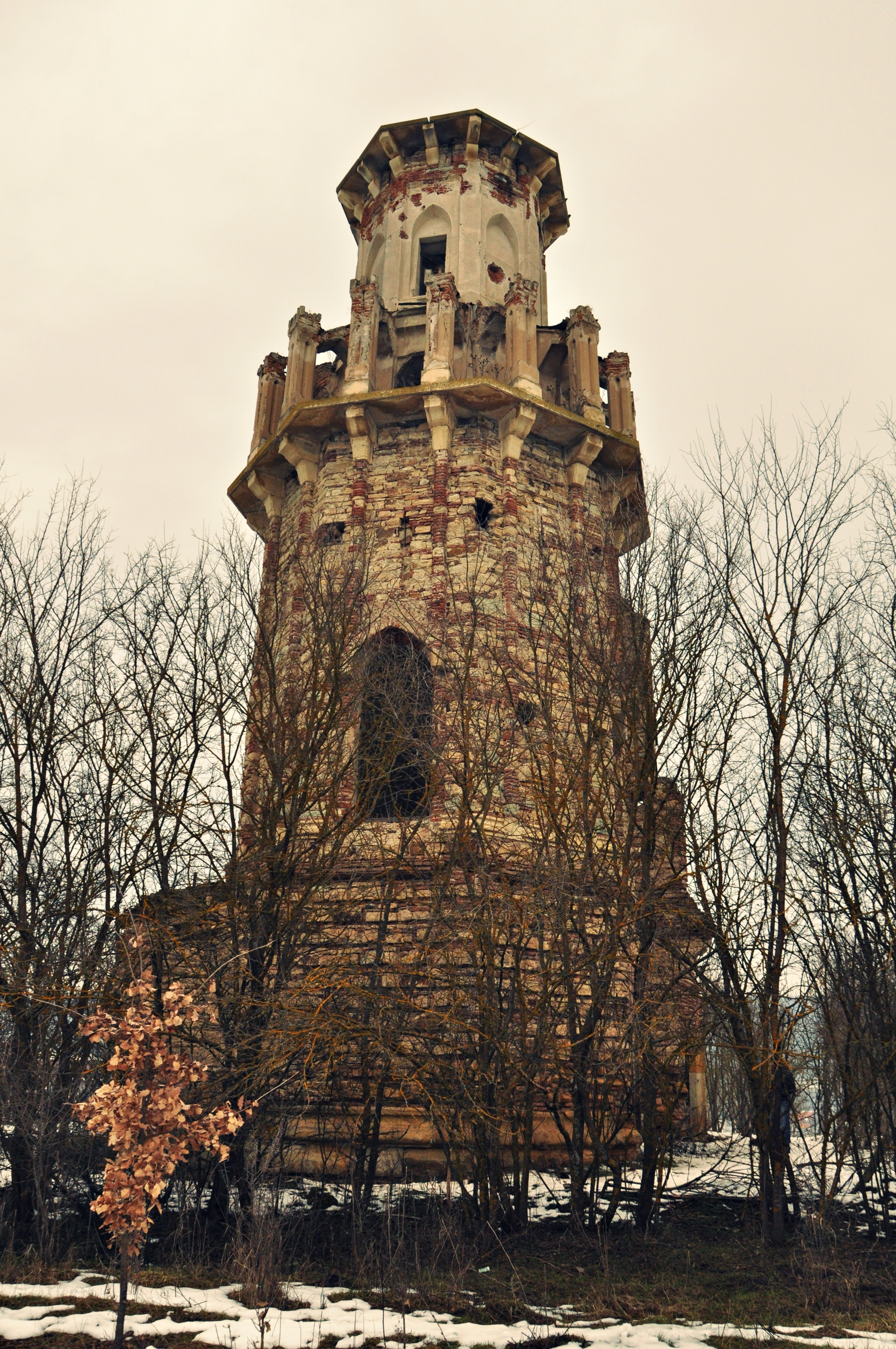

## Galerie de imagini

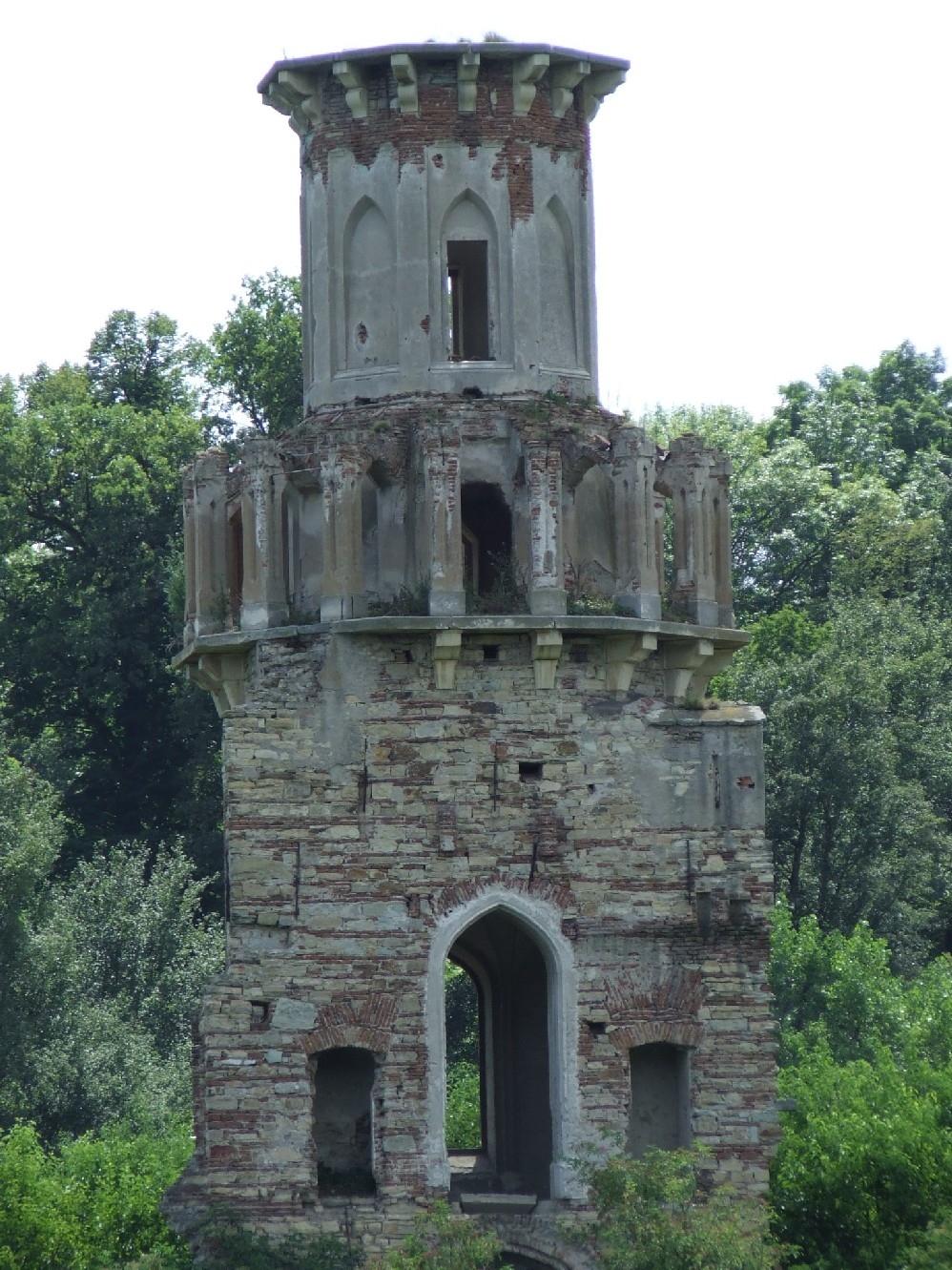
Ruinele turnului de vânătoare
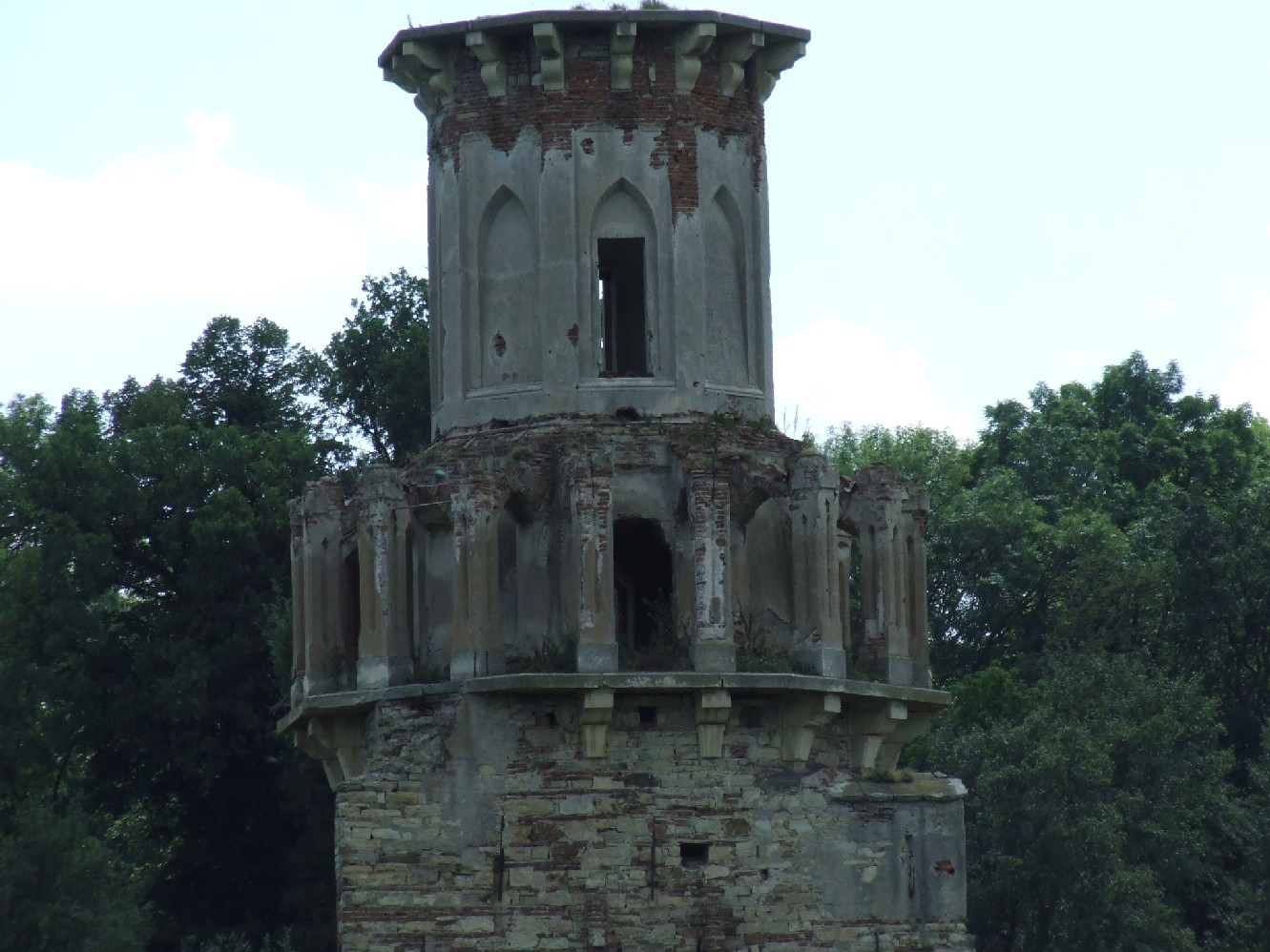
Ruinele turnului de vânătoare
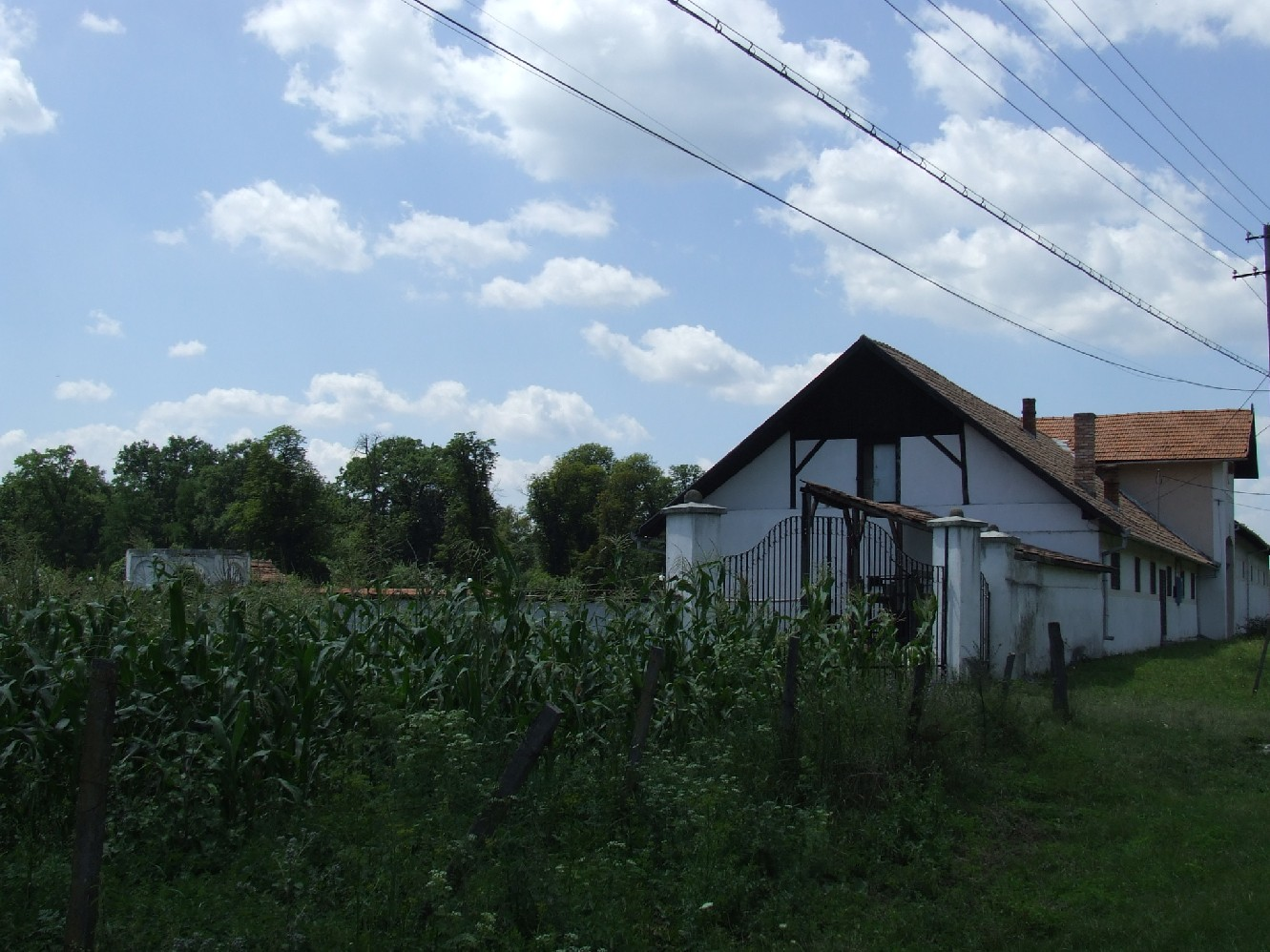
Grajdurile vechiului castel
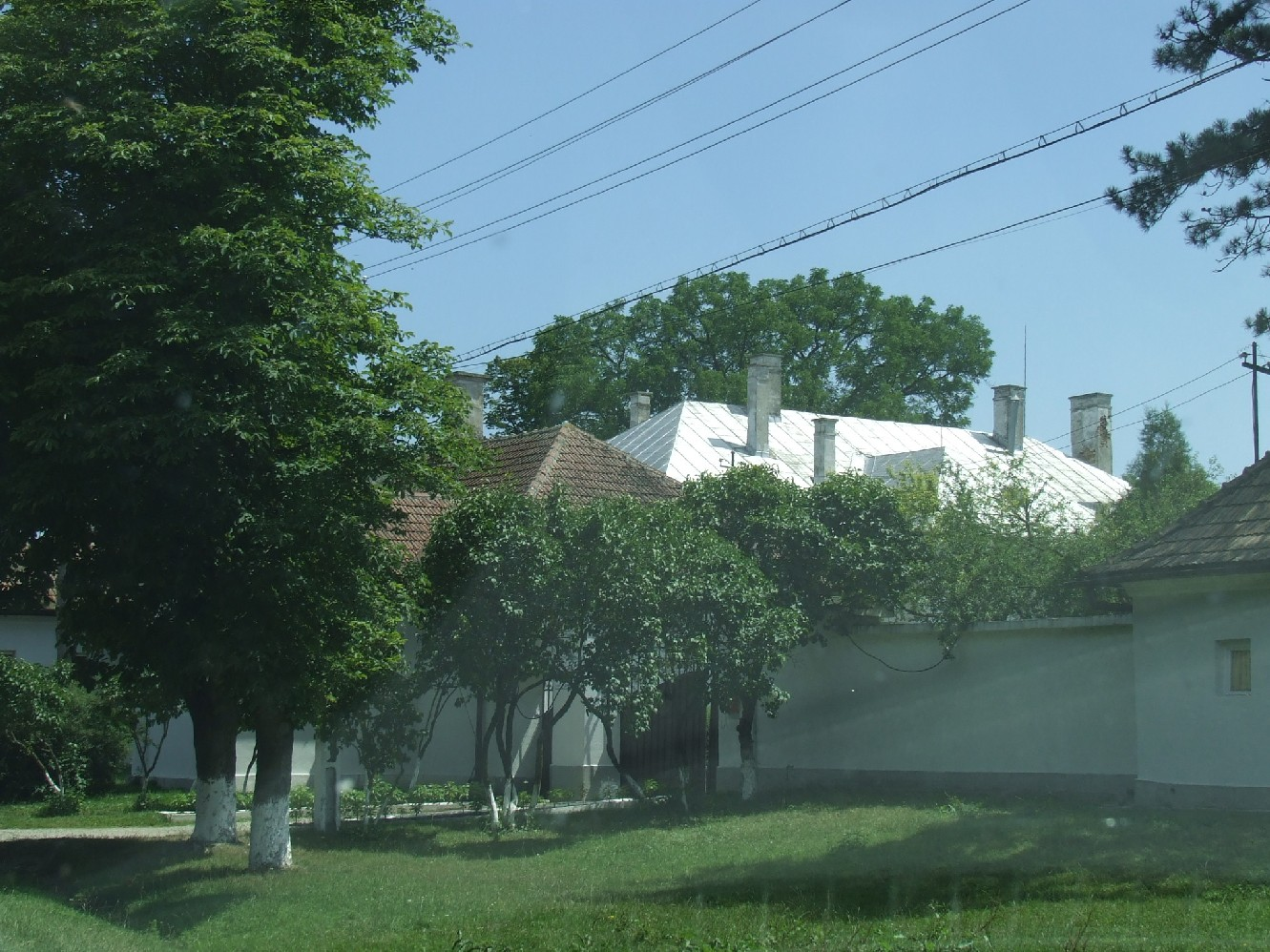
Pavilionul neoclasic